# Théorème d'Arnold-Liouville-Mineur
 (novembre 2014).
Le théorème d'Arnold-Liouville-Mineur concerne les systèmes hamiltoniens intégrables au sens de Liouville.
Il affirme que si l'application moment est propre et régulière alors ses fibres sont des tores et il existe des coordonnées action-angle (en) qui linéarisent le système hamiltonien. Une généralisation de ce théorème aux cas dégénérés a été donnée par J. Vey, ce qui a été la source de nombreux travaux sur le sujet.